# Kostel svatého Filipa a Jakuba (Zlíchov)
Kostel svatého Filipa a Jakuba na pražském Zlíchově je barokní římskokatolický farní kostel z počátku 18. století, obklopený hřbitovem s ohradní zdí. Díky své vyvýšené poloze na vápencové skále nad Vltavou a tratí je výraznou dominantou v okolí. Je chráněnou kulturní památkou.

## Popis kostela

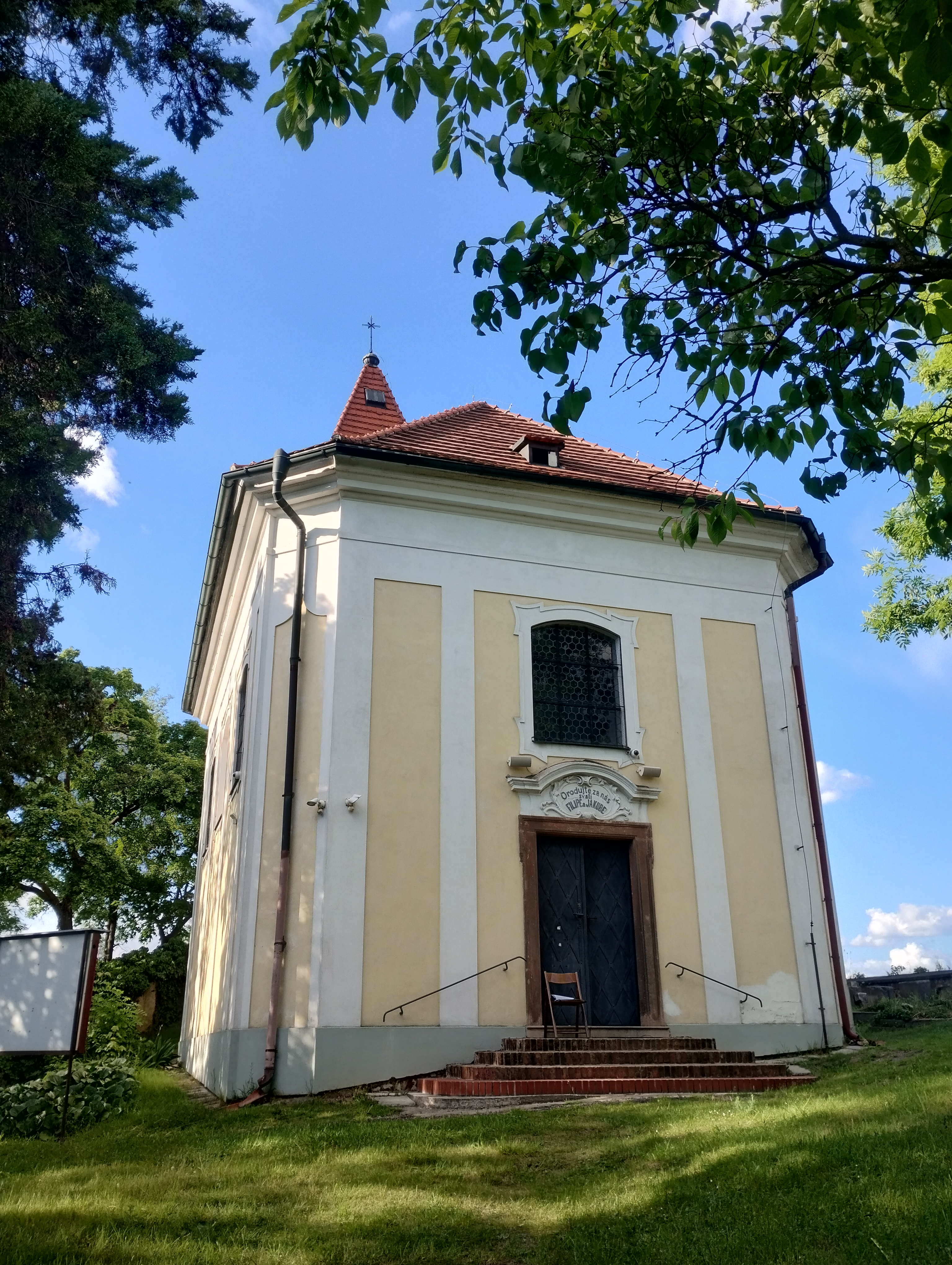
Pohled na kostel od hřbitova

Současný kostel je z let 1713–1714, byl postaven jezuity v barokním slohu na místě někdejší románské, později gotické kaple ze 13. století, zasvěcené sv. Štěpánovi. Kostel je z důvodu nedostatku prostoru na skále atypicky orientován k severu, má obdélníkovou chrámovou loď s plochým stropem a pravoúhlý presbytář s hranolovou věží. Na severní straně na skále, v ose kostela, stojí na 225 cm vysokém pískovcovém hranolovém podstavci kamenná barokní socha sv. Jana Nepomuckého.
Při dolní části cesty vedoucí ke kostelu podél západní ohradní zdi stojí na sloupu z červeného pískovce kamenná socha Panny Marie Svatohorské z konce 17. století.
Kostel byl benedikován 5. května 1714, od roku 1875 je farním kostelem. Od 3. května 1957 je chráněn jako kulturní památka České republiky.
Okolí kostela dotváří pomník padlým v Květnovém povstání 1945.
V kostele se konají pravidelné bohoslužby, během nichž je přístupný kostel i hřbitov. Veřejnosti se kostel se hřbitovem otevírají také během Noci kostelů.

## Dějiny

### Původní kaple sv. Štěpána a kostel sv. Václava
První písemný záznam o kapli sv. Štěpána je ze 13. února 1257, kdy ji včetně přilehlých pozemků král Přemysl Otakar II. připsal vyšehradskému kanovníku Bartolomějovi a jeho nástupcům. Svaté ostatky (pravděpodobně sv. Štěpána) byly poté přeneseny na Vyšehrad do rotundy svatého Jana Evangelisty a kaple měla být zbořena. K tomu však nedošlo, bylo jen změněno její zasvěcení (pravděpodobně sv. Václavu) a byla spravována farářem z Malé Chuchle. Kolem roku 1319 byl kostelík veden jako farní a patřil k ořechovskému děkanství.
Koncem 70. let 14. století získali obec Zlíchov včetně kostela smíchovští kartuziáni a na přelomu 14. a 15. století kostel goticky přestavěli. V srpnu 1418 však smíchovský klášter přepadli husité, kteří jej zcela zničili. Jejich pozemky včetně zlíchovských připadly staroměstské obci. Fara zanikla a kostel v letech 1419–1624 spadal pod správu utrakvistů, až roku 1624 obec i s patronátním právem ke kostelu koupili staroměstští jezuité z pražského Klementina. Zlíchov se pak nejen dostal pod jejich duchovní správu, ale stal se i výchozím bodem jezuitské misijní činnosti.

### Historie kostela sv. Filipa a Jakuba

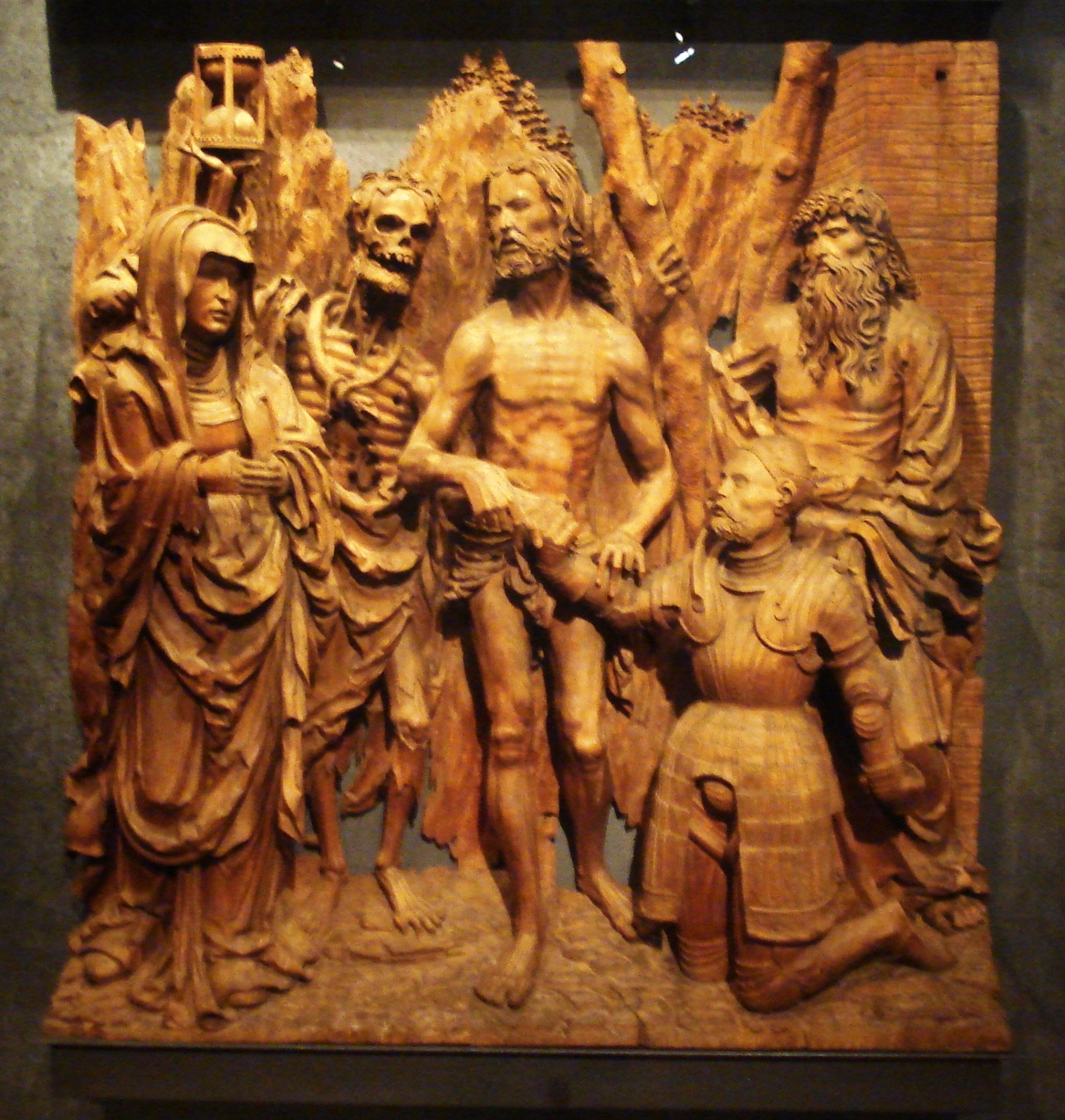
Monogramista IP: Zlíchovský oltář, epitaf Štěpána Šlika; Národní galerie, Anežský klášter

Roku 1660 byl kostel ještě opravován, ale v letech 1713–1714 ho jezuité zbořili a na jeho základech postavili barokní kostel, dochovaný v dnešní podobě. Posvěcen ke cti svatých apoštolů Filipa a Jakuba mladšího byl 5. května 1714. Roku 1749 byl Zlíchov spolu s Hlubočepy přifařen ke Smíchovu. Dne 18. ledna 1872 bylo povoleno zřídit na Zlíchově faru a o rok později sem byl uveden nový farář. Dům pro účel farní budovy daroval tehdejší majitel zlíchovských vápenek a realit Max Herget. Roku 1885 byly provedeny opravy exteriéru kostela, roku 1901 byl kostel vymalován a omítnut a byly obnoveny oltáře.
V květnu roku 1945 kostel přechodně posloužil jako místo pro uložení zastřelených vlastenců a vojáků z Pražského povstání druhé světové války, než byli trvale pohřbeni na Hlubočepský hřbitov.

V letech 1948–1989 byl kostel zanedbáván a chátral. I tehdy se zde však konaly pravidelné bohoslužby. V roce 1972 byla deska z hlavního oltáře vyhodnocena jako vzácná pozdně gotická dřevořezba dvorské mistra IP a přemístěna do Národní galerie. Generální oprava kostela se uskutečnila v letech 1991–1993.

### Hřbitov
Kolem kostela se rozkládá hřbitov, na kterém se od roku 1897 nepohřbívá. Některé hroby z let 1890–1896 byly odtud přemístěny. Obcemi Hlubočepy a Zlíchov byl založen Hlubočepský hřbitov na Žvahově.

## Galerie

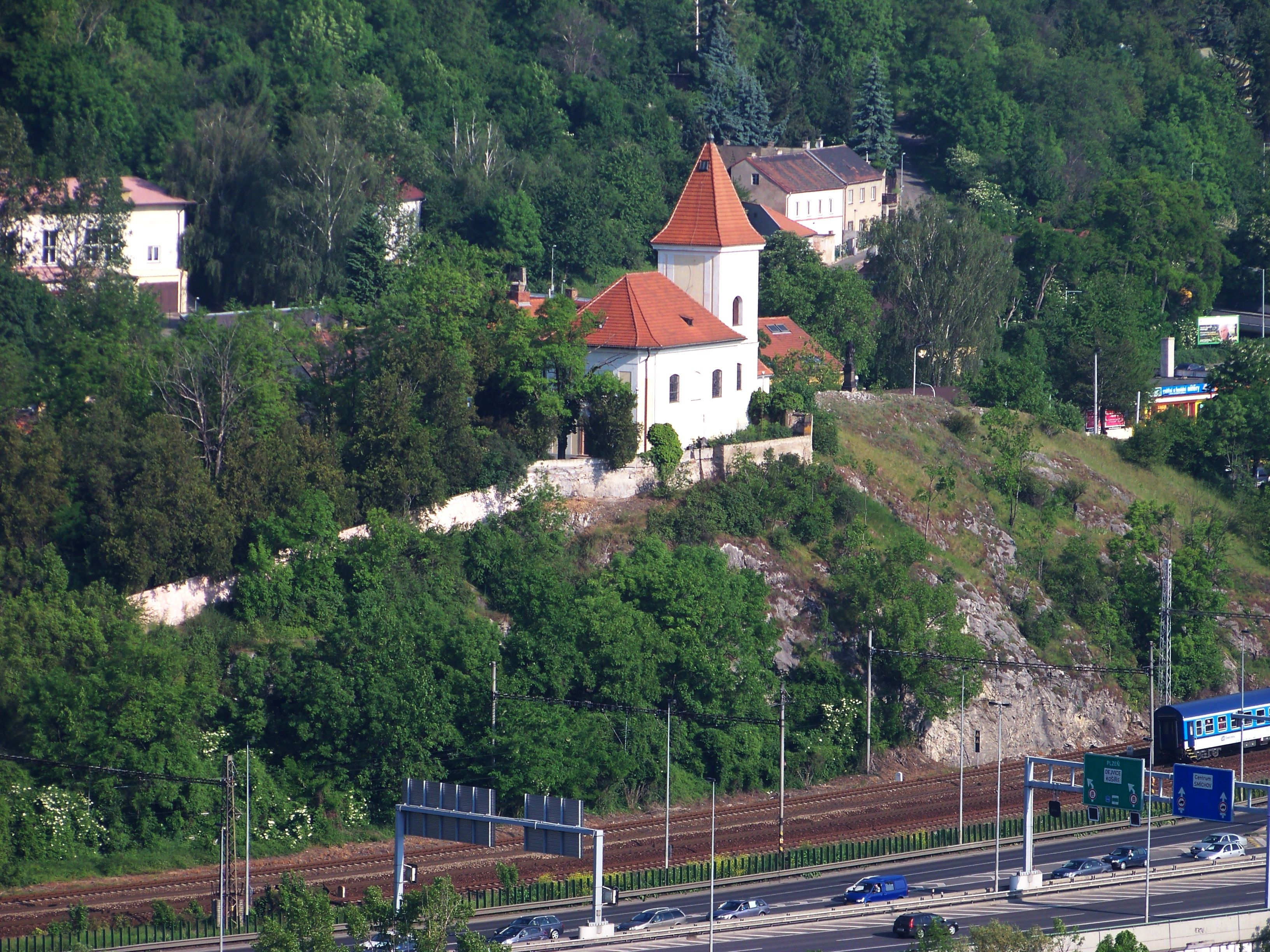
Pohled na kostel z Branické skály
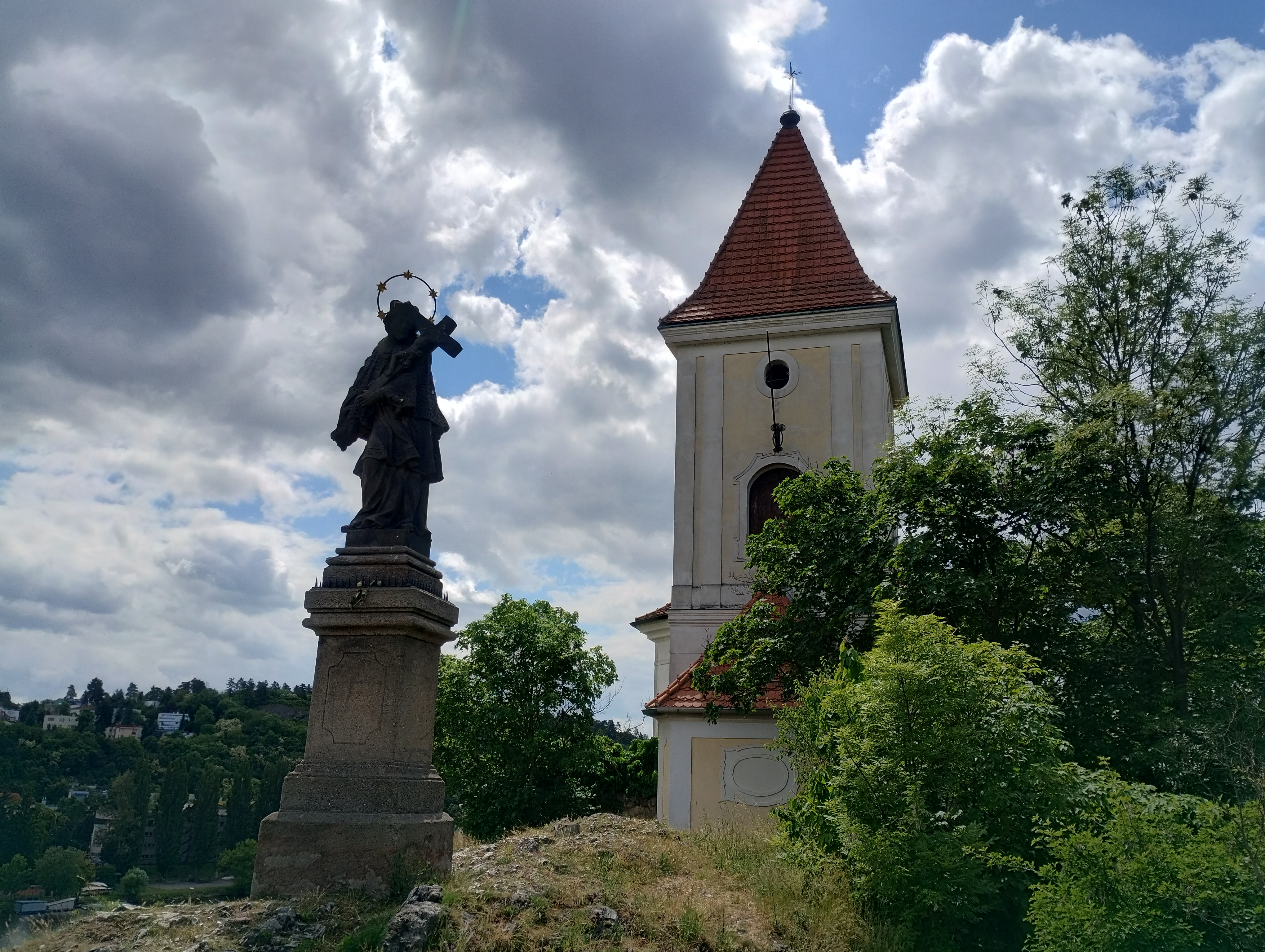
Pohled na kostel se sochou svatého Jana Nepomuckého
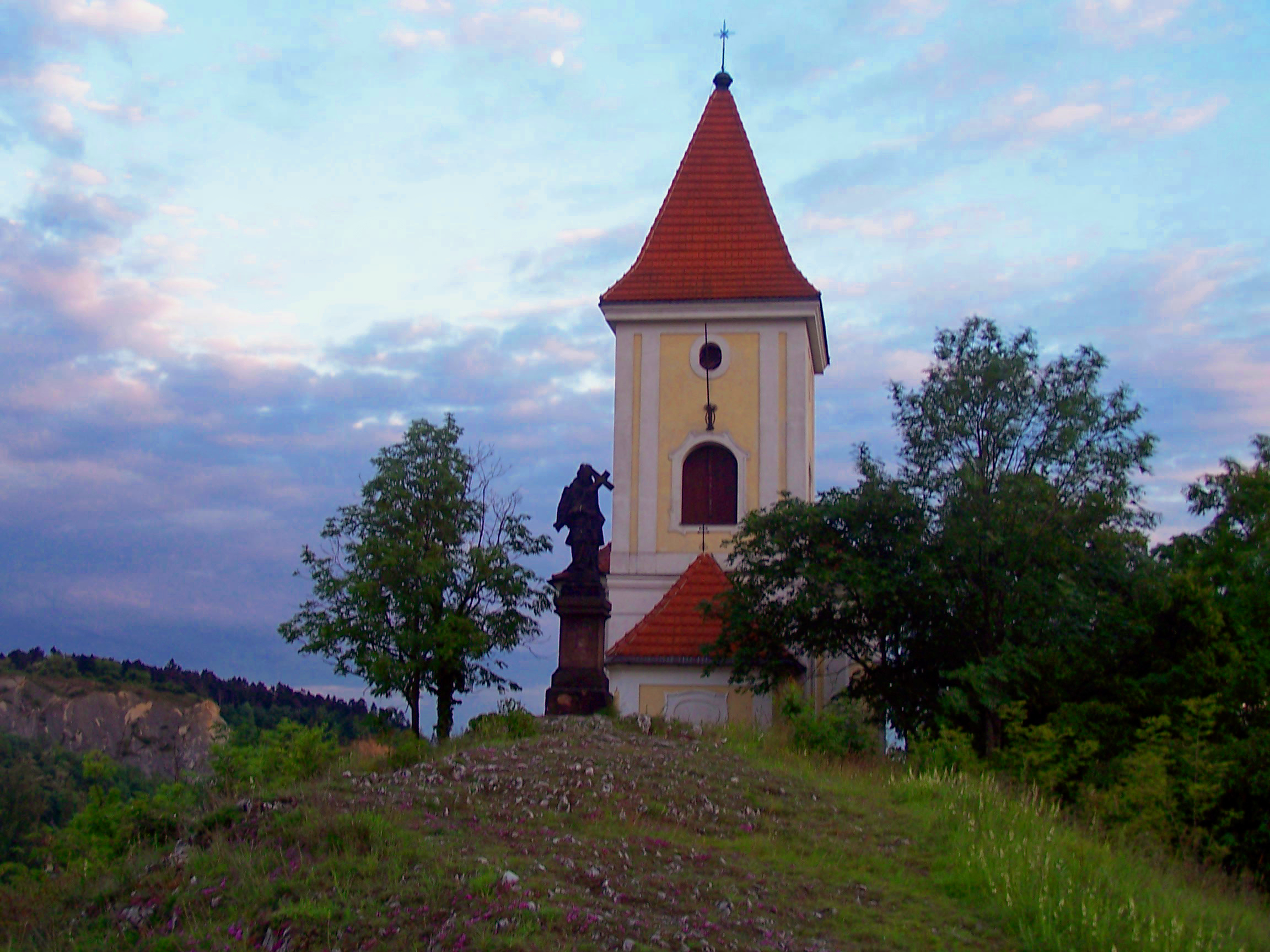
Kostel se sochou svatého Jana Nepomuckého
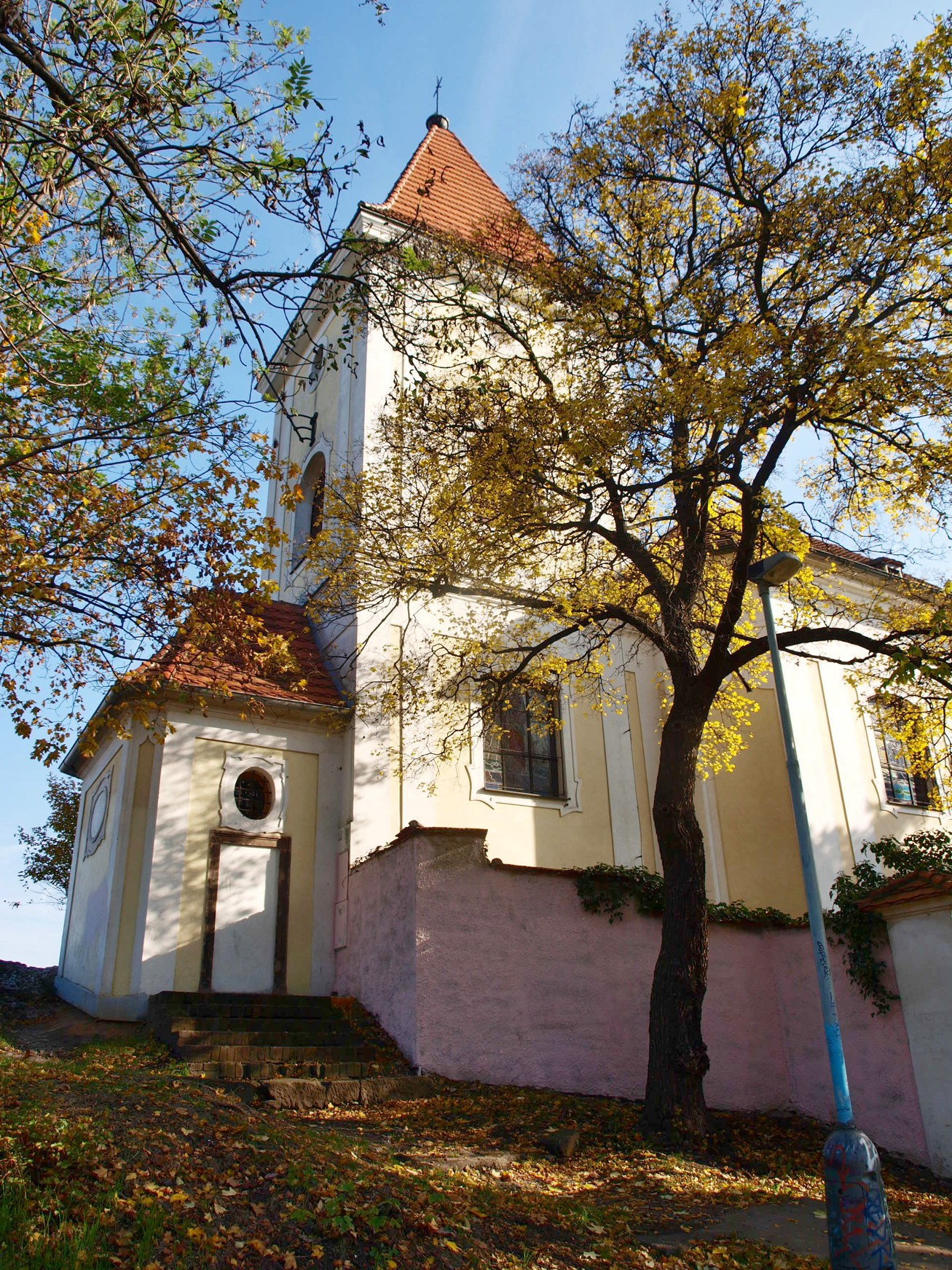
Kostel z ulice Na Zlíchově
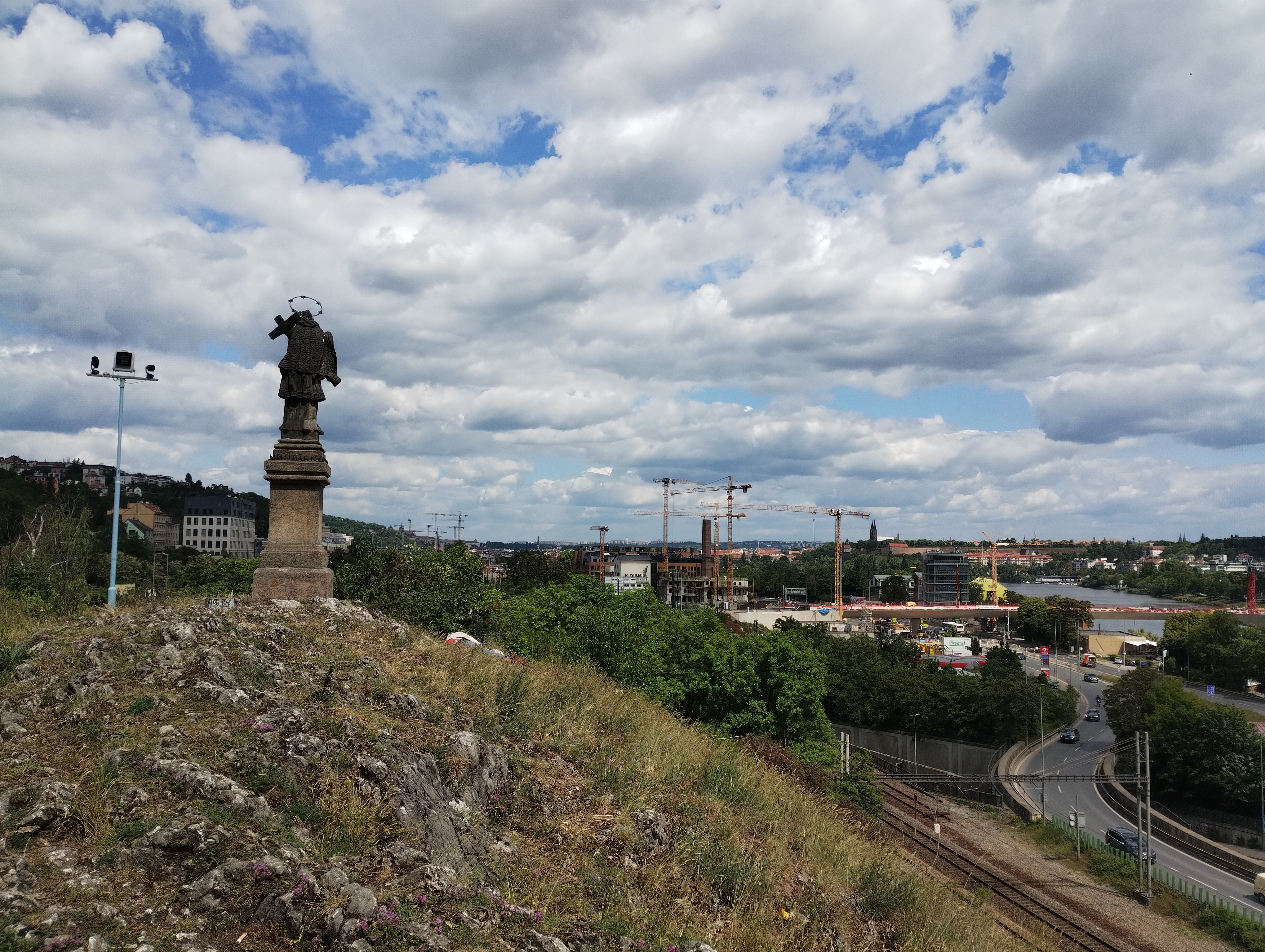
Výhled od kostela na Prahu a rozestavěný Dvorecký most v květnu 2025
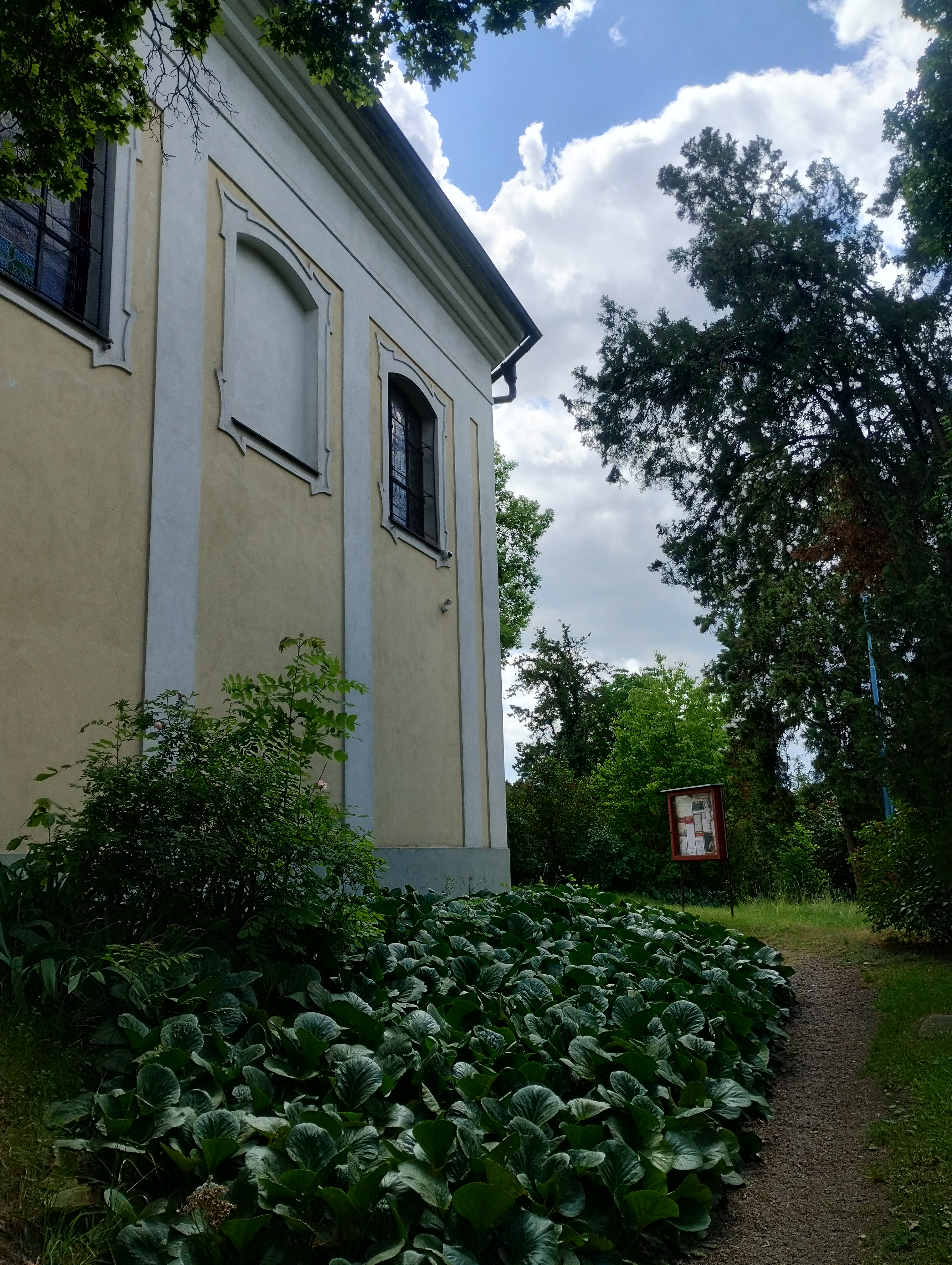
Pohled od vstupní branky na hřbitov u kostela
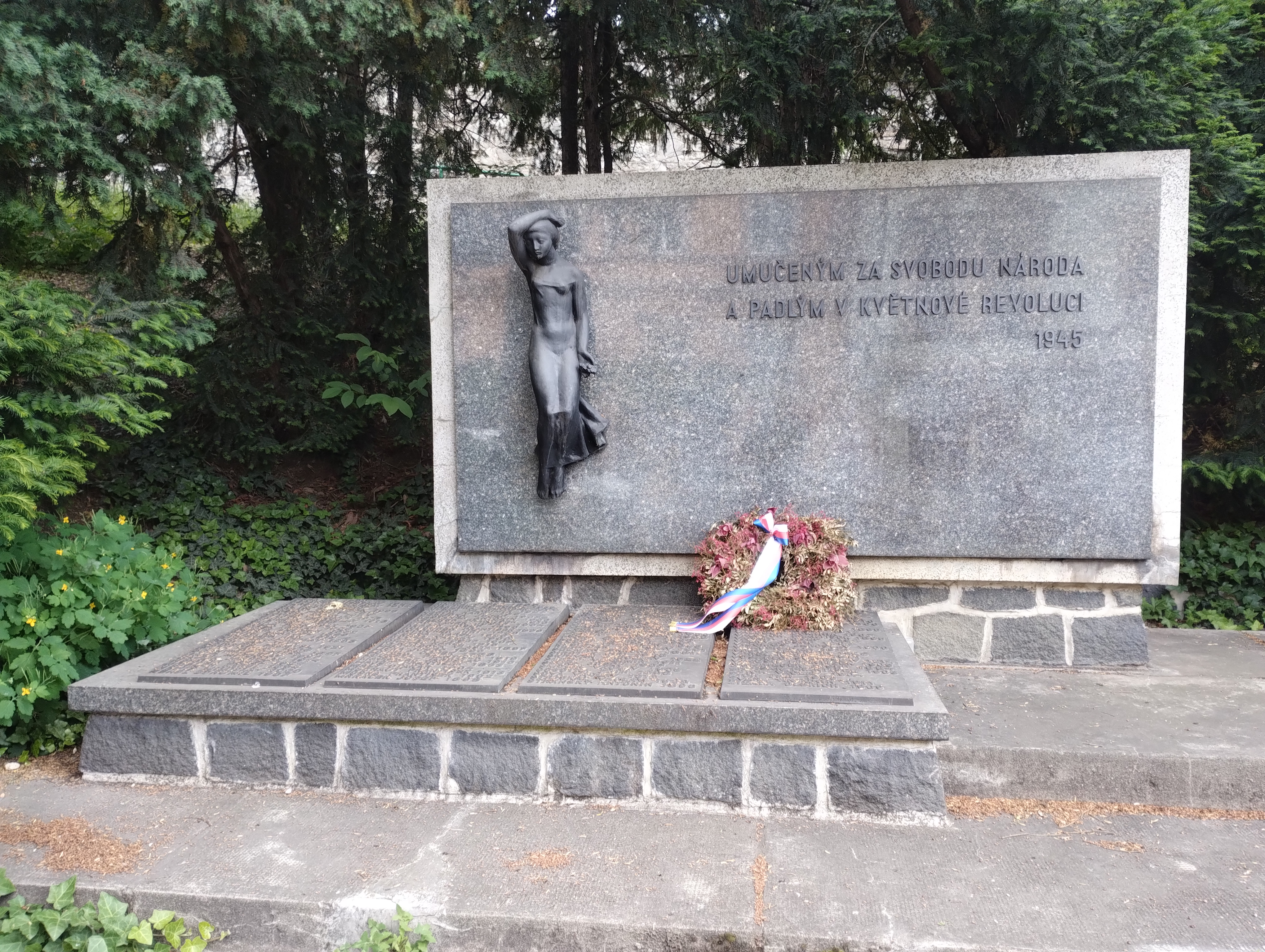
Pomník padlým
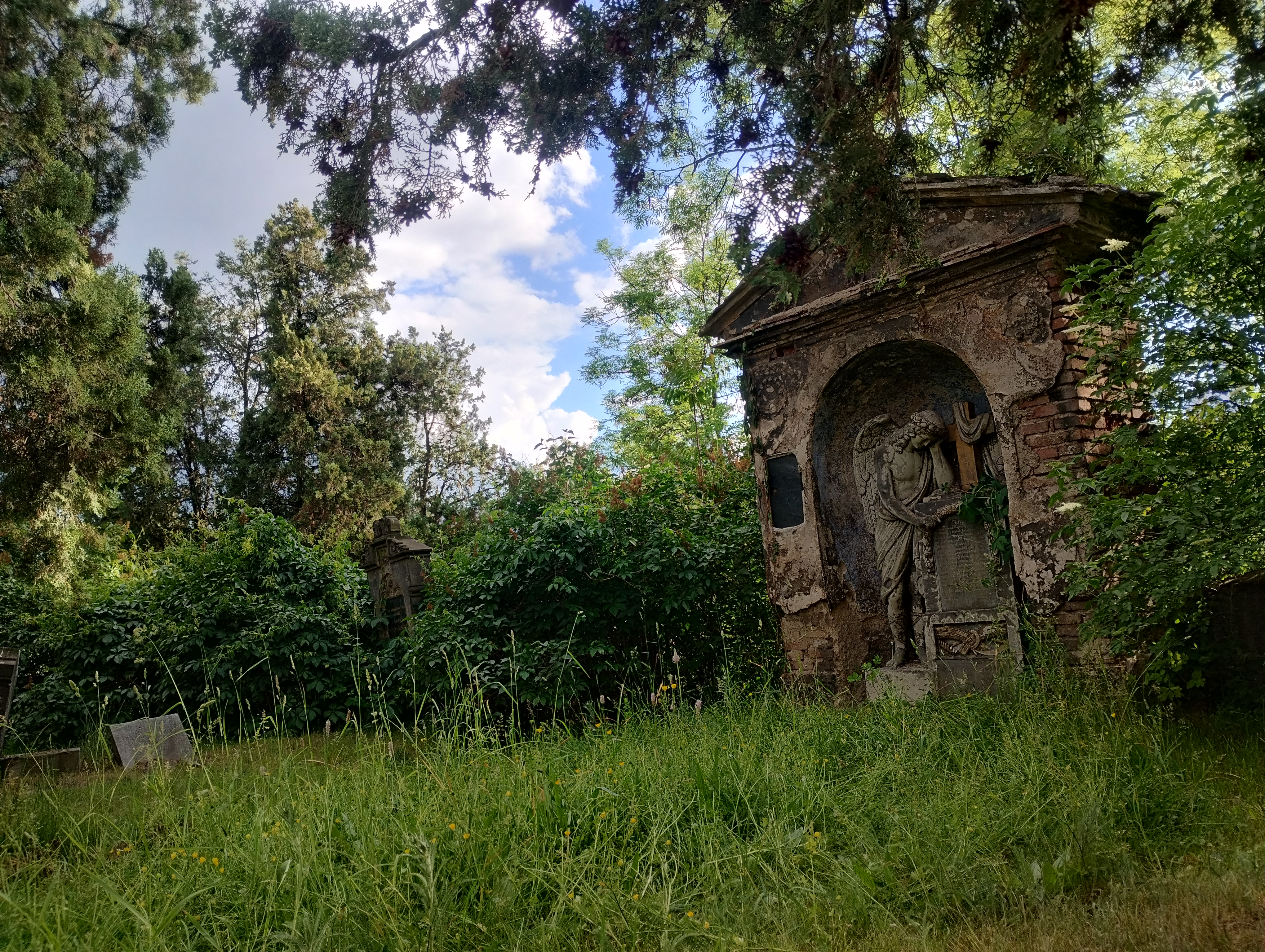
Jeden z nejzachovalejších a nejvýraznějších náhrobků na hřbitově
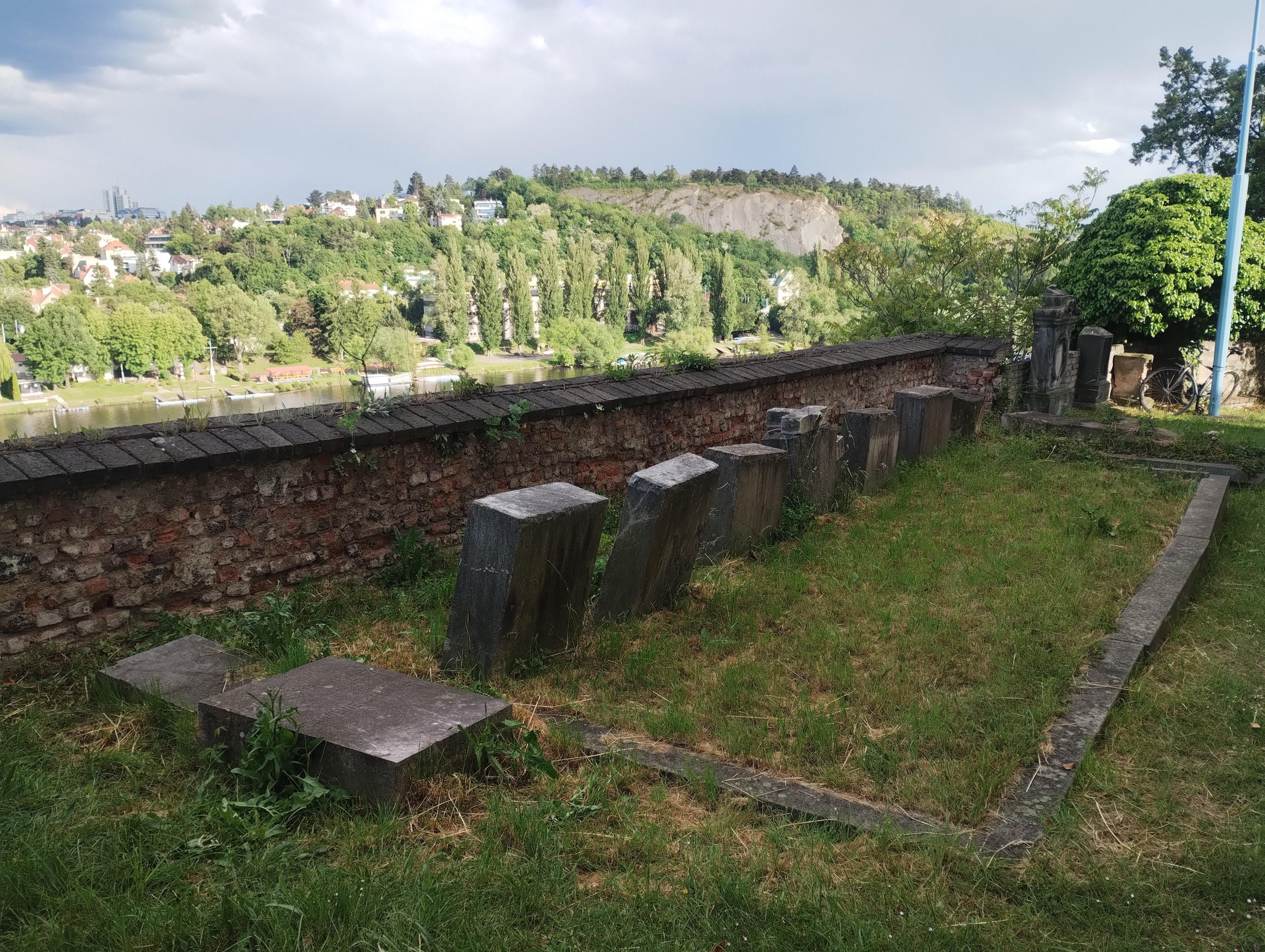
Náhrobky u zdi nad Vltavou
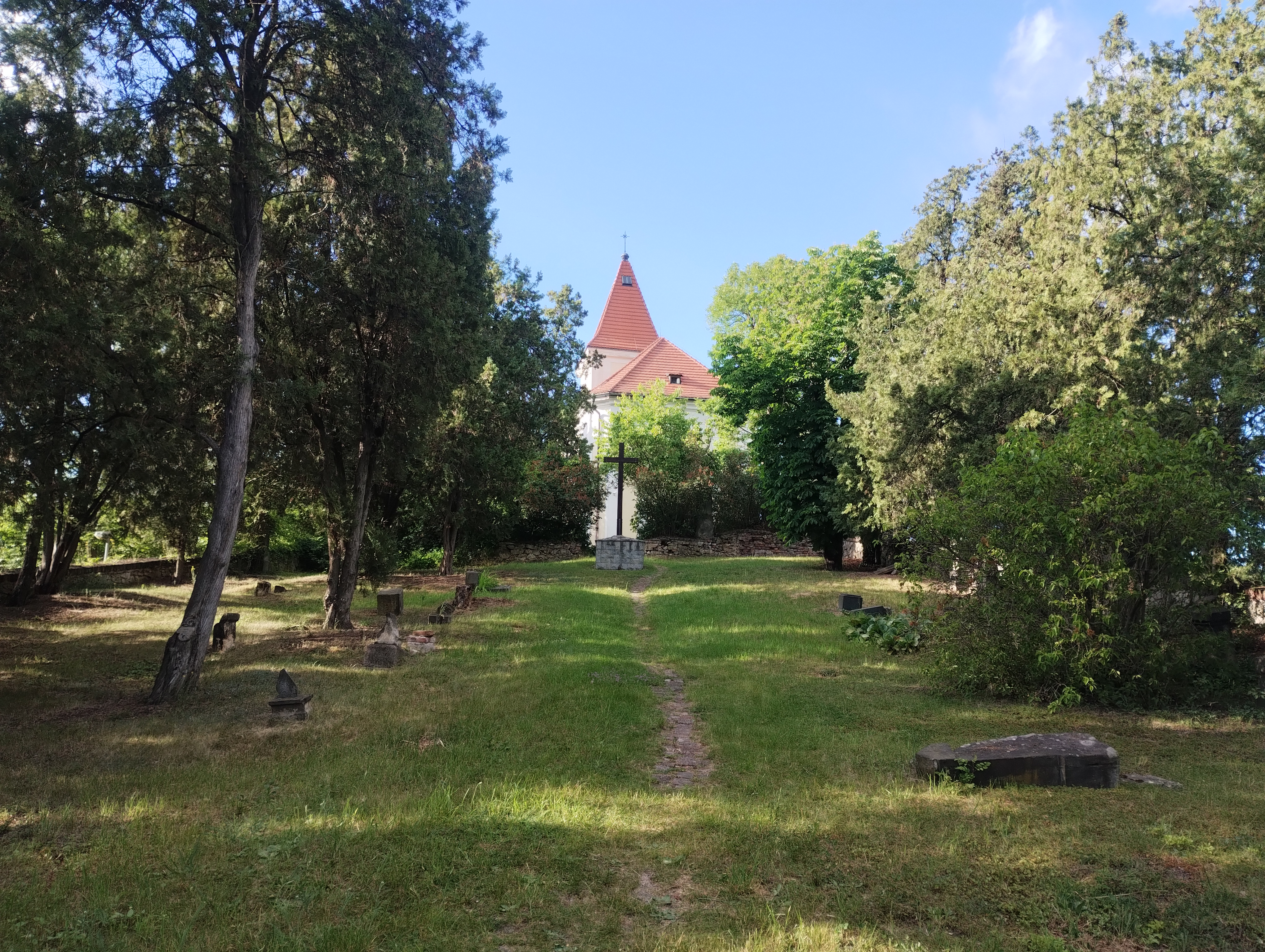
Pohled na kostel v pozadí ze spodní části hřbitova
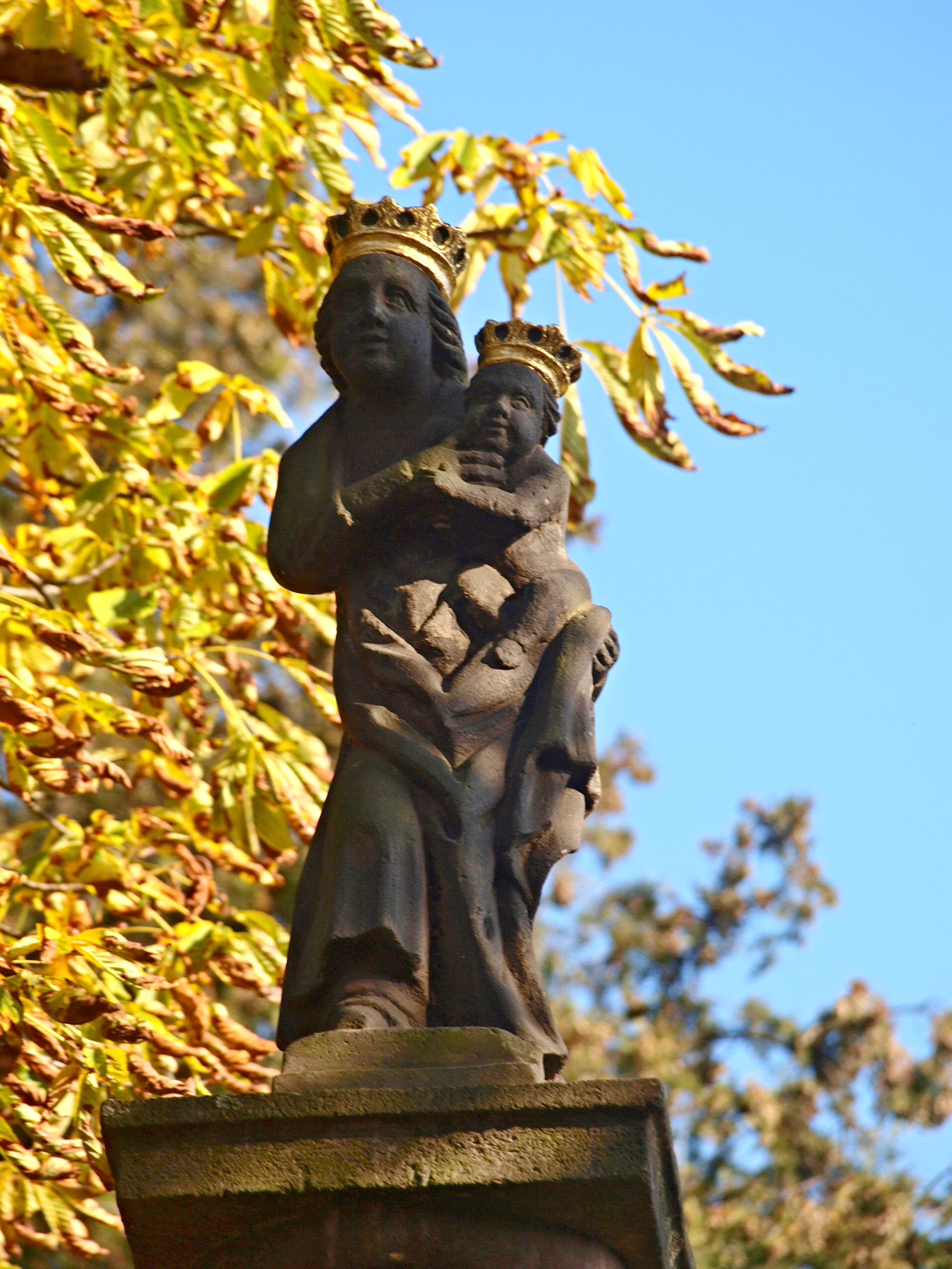
Socha Panny Marie Svatohorské
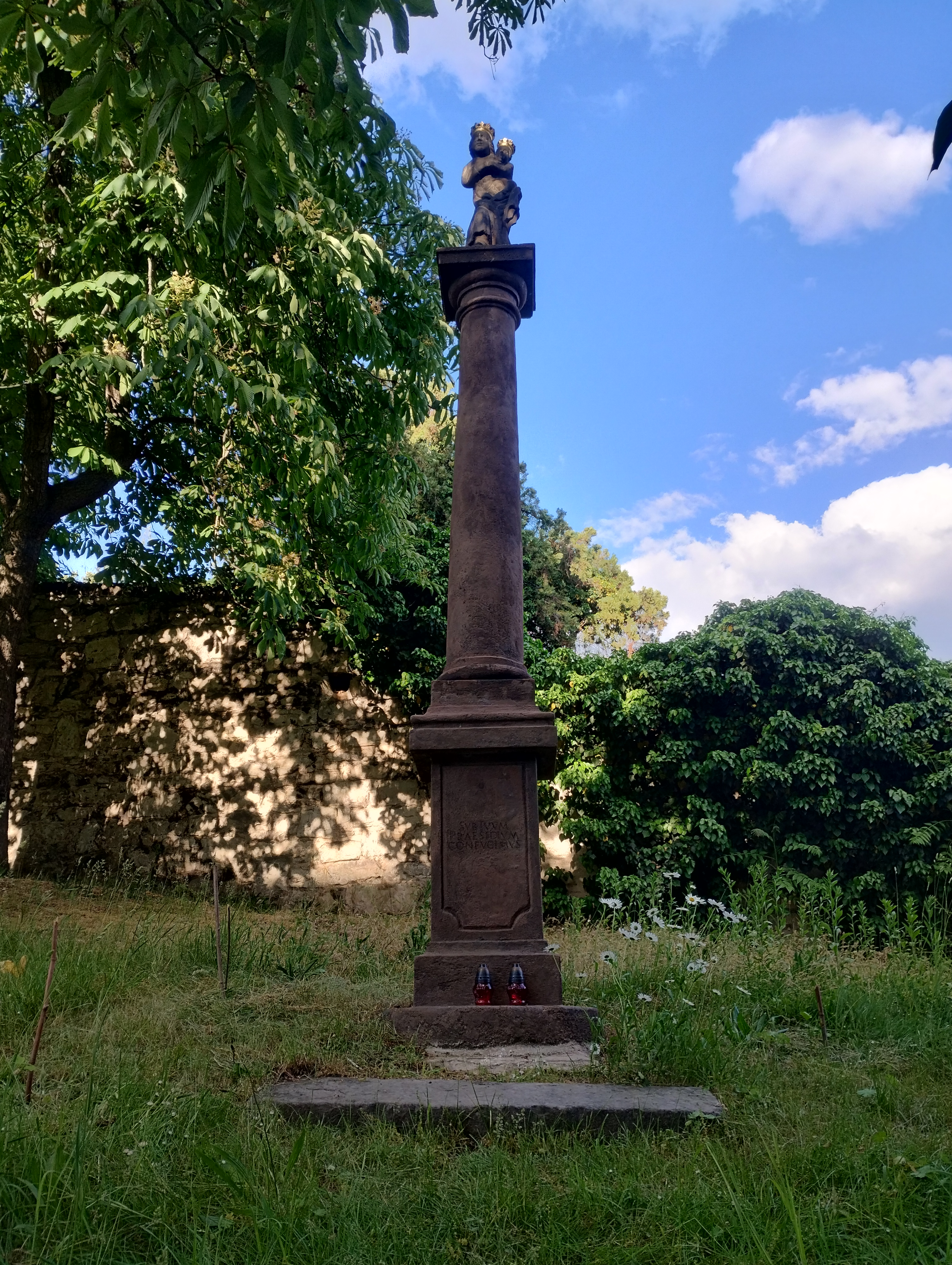
Sloup se sochou Panny Marie Svatohorské